# František Majer
František Majer (1754 – 1813) byl významným kameníkem z rodu Majerů z Nové Vsi u Oslavan. Byl synem Jakuba Majera (1722-1781), vnukem Jana Majera, synovcem Františka Majera (1716-1773), bratrancem Antona Majera a Jana Františka Majera. Vyučil se kameníkem, ale většinu života strávil jako hostinský v Nové Vsi. Jeho intenzivní tvorba začíná až v padesáti letech. V rozmezí let 1802-1812 vytvořil téměř 30 kamenných křížů.

## Kříže
Za deset let svojí kamenické kariéry zvládl vyrobit téměř 30 křížů, které jsou dodnes rozmístěny na celém Brněnsku. Jeho kříže jsou z hlediska sochařského provedení Krista i celkovým řemeslným zpracováním poměrně kvalitní díla. Kříže jsou jednoduché.

### Kříže z jeho dílny stojí v obcích
- Brno-Slatina
- Oslavany
- Zbýšov
- Lukovany
- Senorady
- Babice u Rosic
- Mohelno
- Rapotice
- Lhánice
- Alexovice
- Popovice
- Letkovice
- Ivančice
- Maršovice
- Křoví u Velké Bíteše
- Velká Bíteš
- Holasice u Rajhradu
- Jezeřany
- Hrubšice
- Moravské Bránice
- Hajany